# Chanakhchy
Chanakhchy (armeniska: Avetaranots’, azerbajdzjanska: Çanaqçı, armeniska: Ավետարանոց) är en ort i Azerbajdzjan.   Den ligger i distriktet Xocalı Rayonu, i den sydvästra delen av landet, 270 km väster om huvudstaden Baku. Chanakhchy ligger 1 119 meter över havet och antalet invånare är 1 039.
Terrängen runt Chanakhchy är kuperad åt nordost, men åt sydväst är den bergig. Runt Chanakhchy är det ganska glesbefolkat, med 27 invånare per kvadratkilometer.. Närmaste större samhälle är Müşkapat, 14,7 km nordost om Chanakhchy. 
I omgivningarna runt Chanakhchy växer i huvudsak blandskog.